# Herron-Gletscher
Der Herron-Gletscher ist ein 25 km langer Talgletscher im Denali-Nationalpark in der Alaskakette in Alaska (USA). 

## Geografie
Das Nährgebiet des Gletschers befindet sich an der Westflanke von Mount Foraker auf 4900 m Höhe. Der Gletscher strömt anfangs in westnordwestlicher Richtung, später nach Norden. Das untere Gletscherende liegt auf einer Höhe von etwa 850 m und bildet den Ursprung des Herron River. Die Gletscherbreite liegt im unteren Bereich bei 1600 m.